# A15 (Groot-Brittannië)
De A15 is een 154,6 km lange hoofdverkeersweg in Engeland.
De weg verbindt Scunthorpe via Lincoln, Market Deeping met Peterborough.

## Hoofdbestemmingen
- Lincoln
- Sleaford
- Market Deeping
- Peterborough

## Foto's

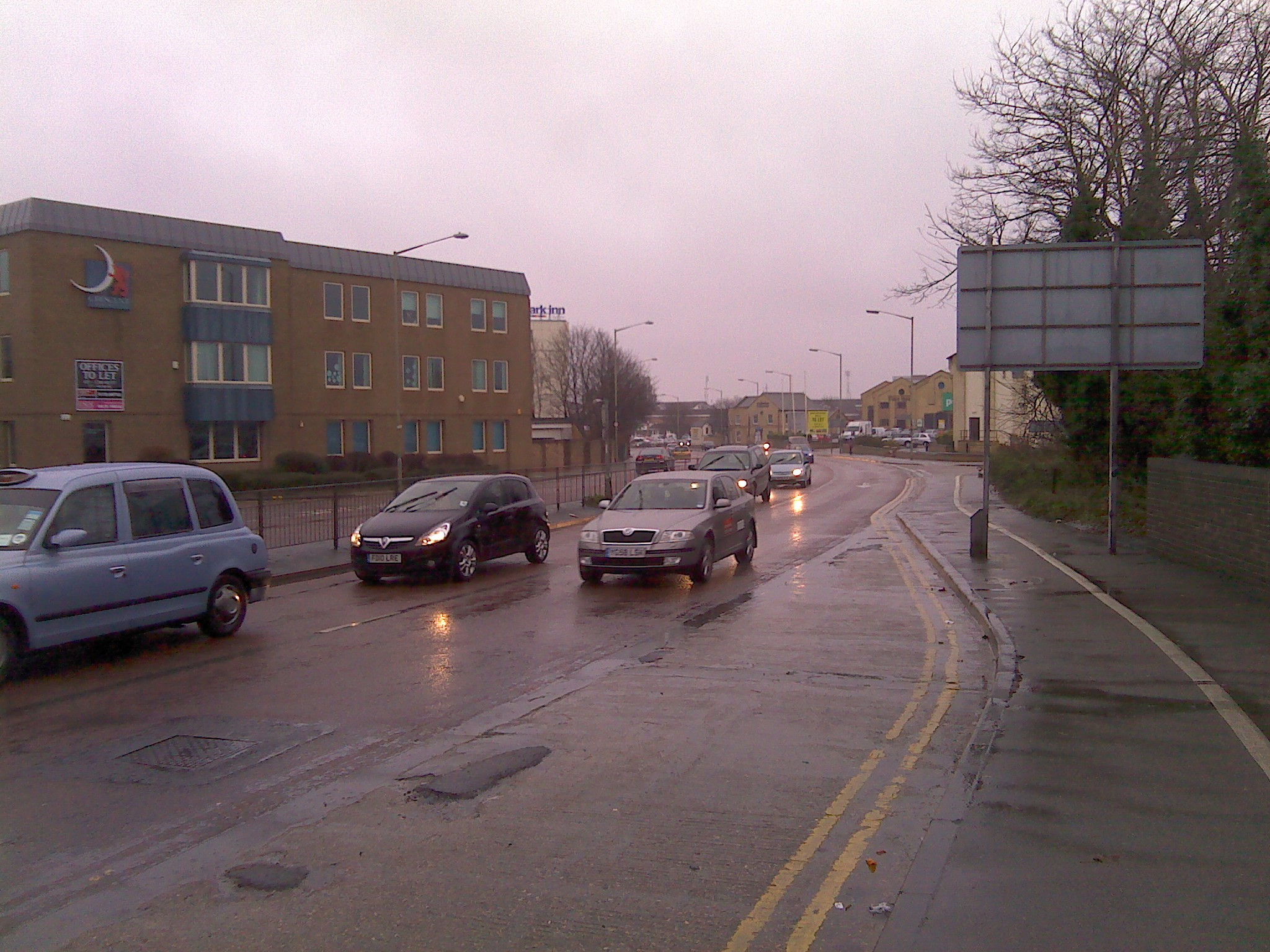
De A15 in het centrum van Peterborough
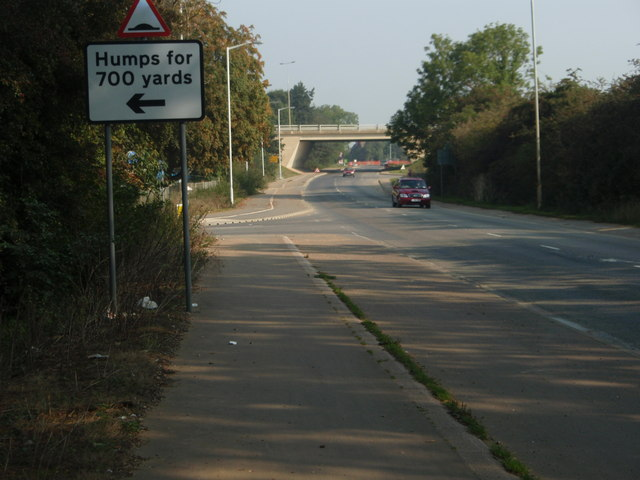
London Road bij de A1139 in Fletton
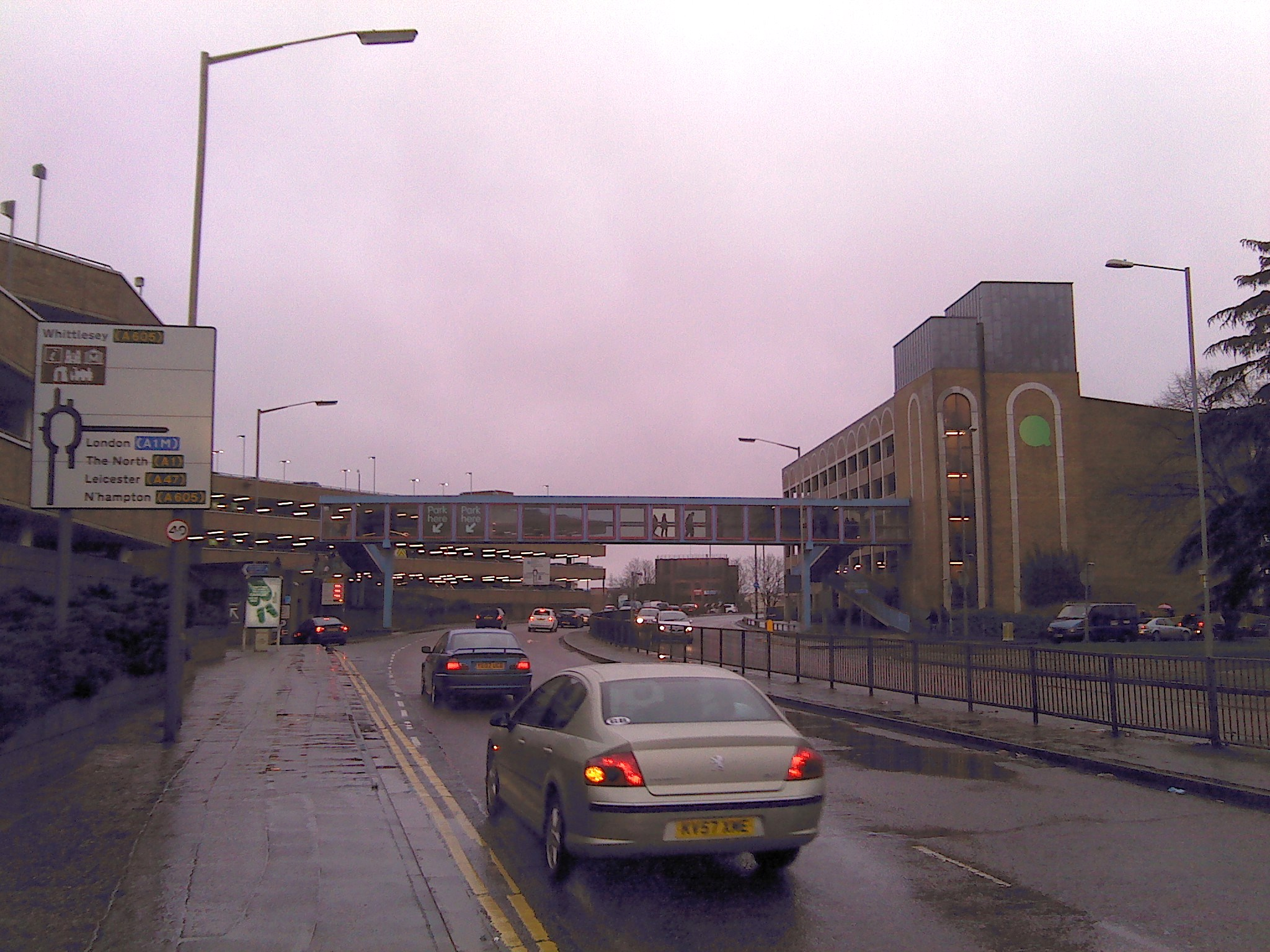
De A15 bij Queensgate Shopping Centre
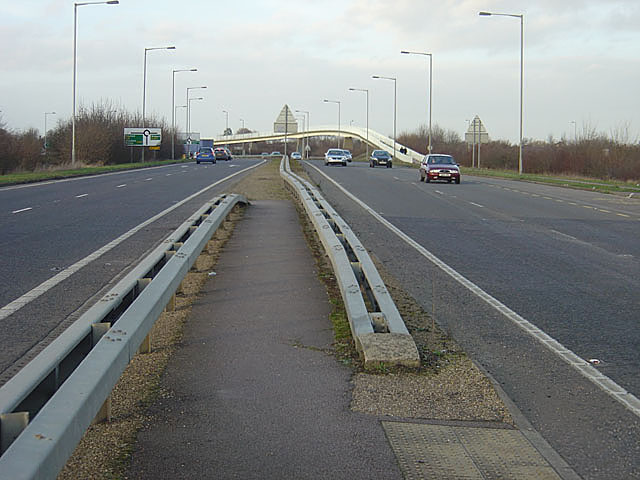
Richting Glinton bypass vanuit het zuiden
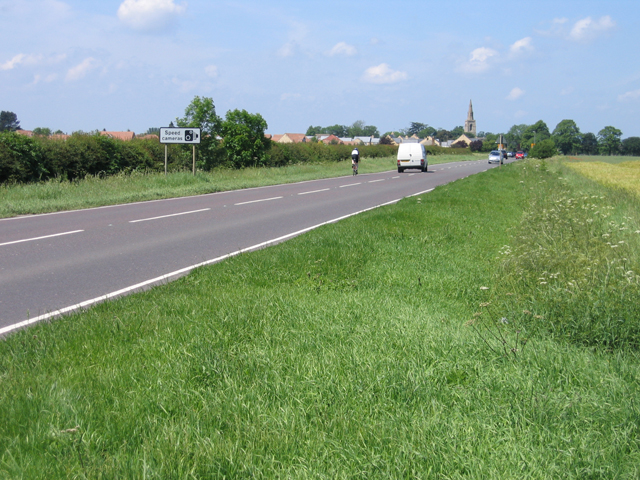
Zuidelijke dorpsingang Langtoft
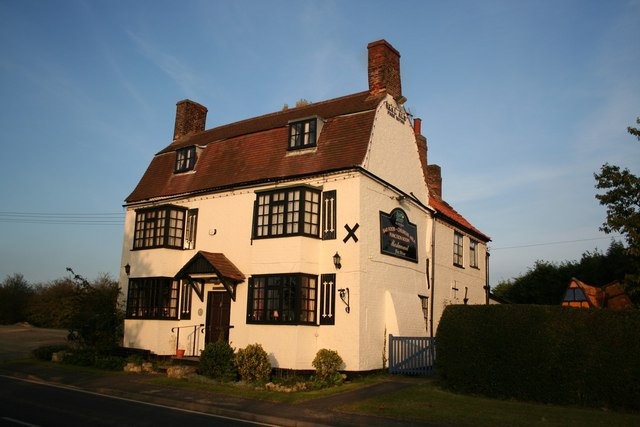
Robin Hood and Little John bij Aslackby
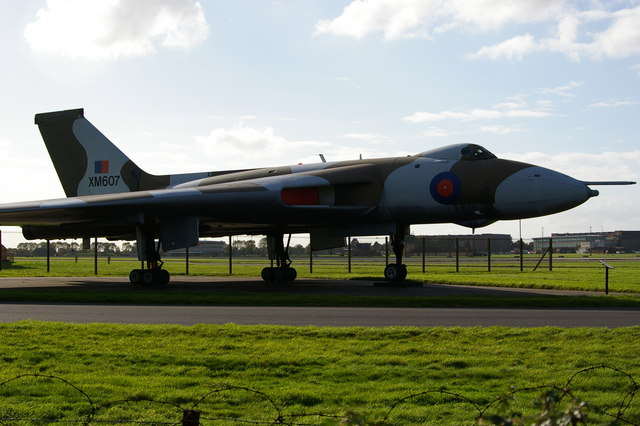
Vulcan XM607 langs de A15 bij RAF basis Waddington
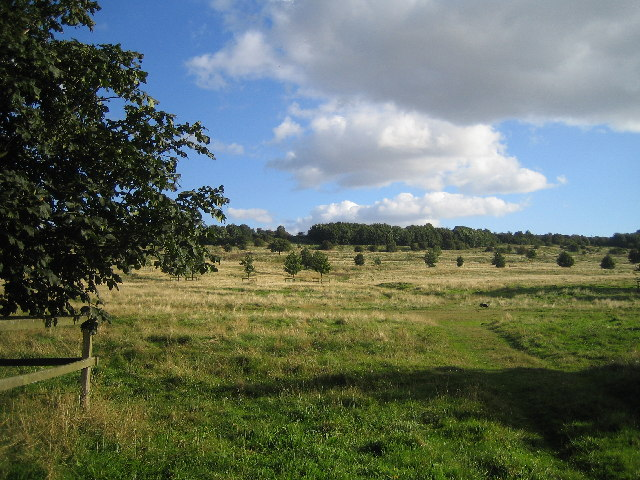
South Common
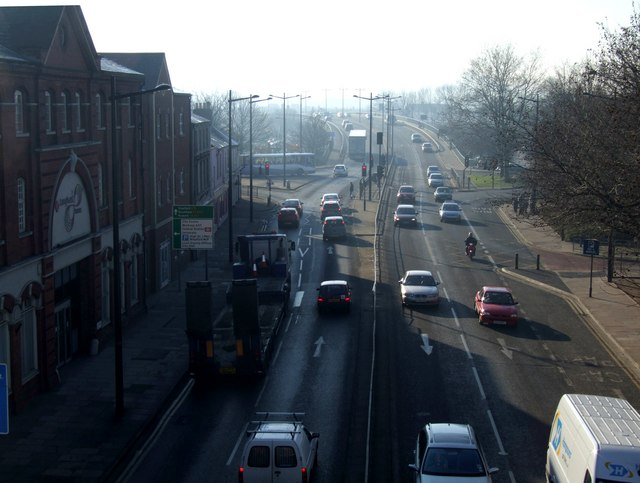
In zuidelijke richting over de Pelham Bridge
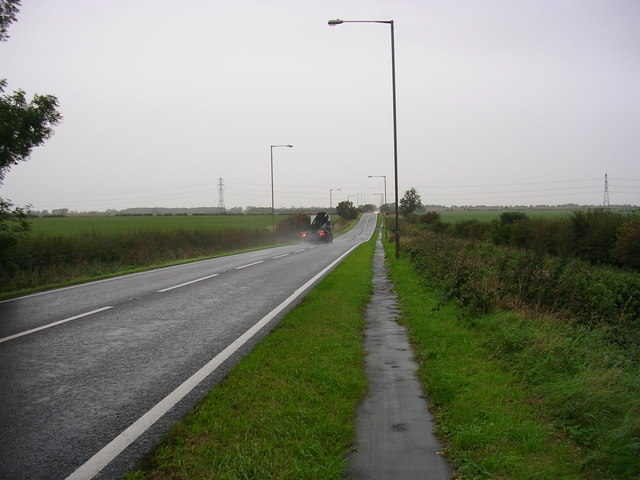
Ten noorden van  Lincoln nabij Riseholme
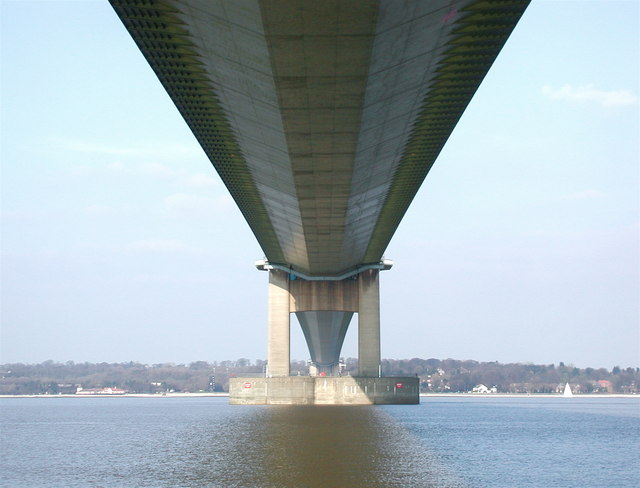
De Humber Bridge richting het noorden
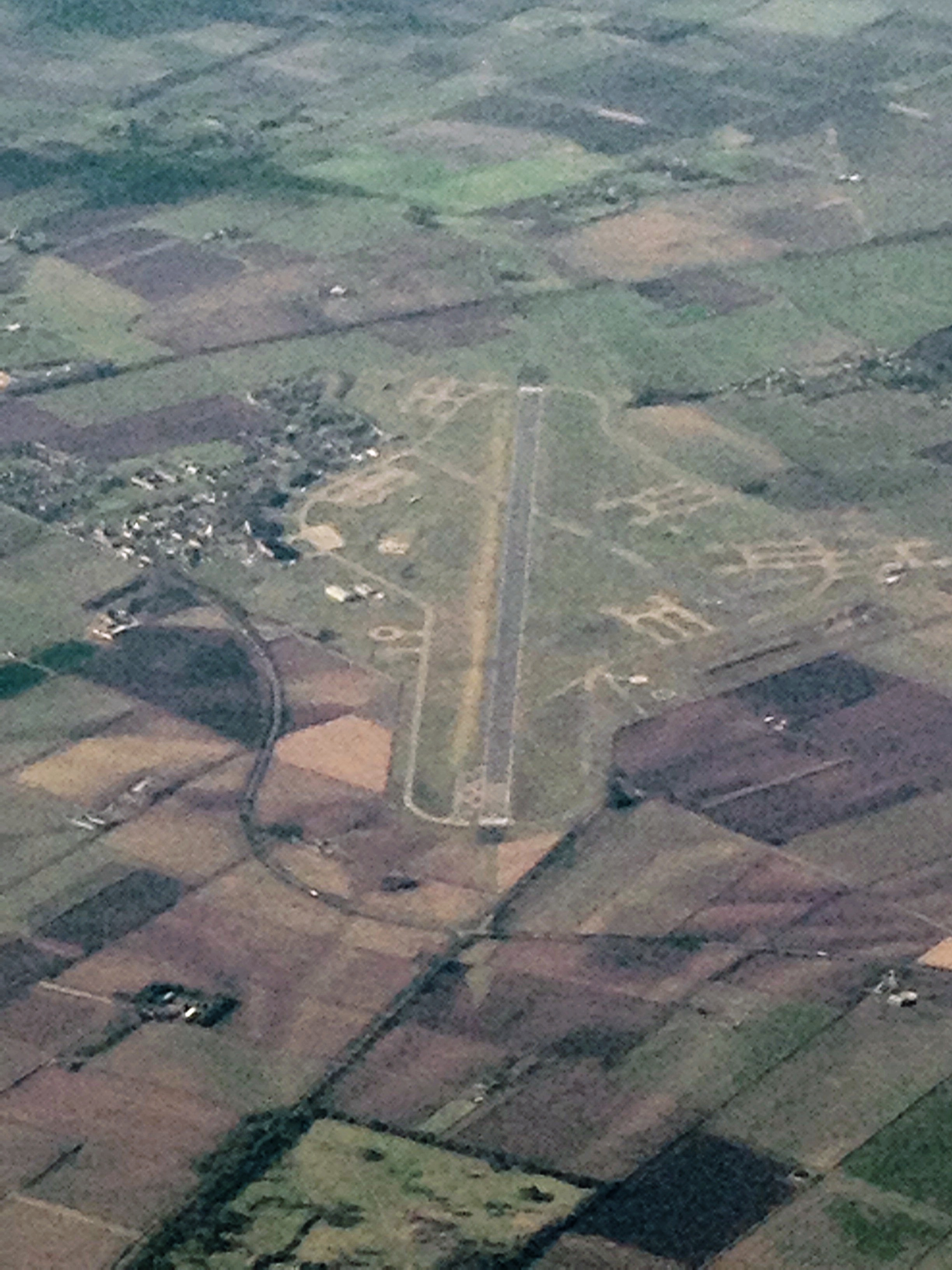
De A15 bij de RAF-basis Scampton in maart 2016
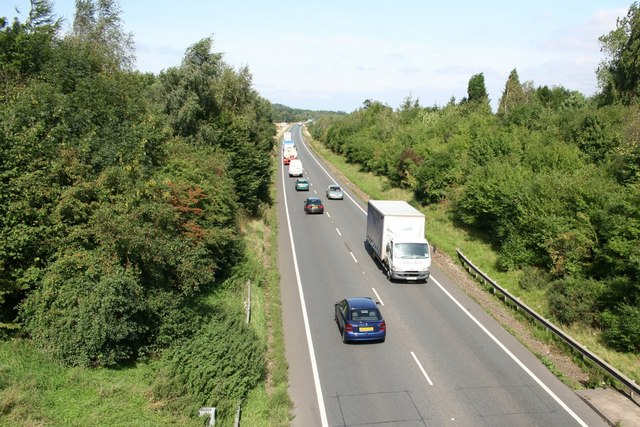
Blik naar het noorden nabij Scawby
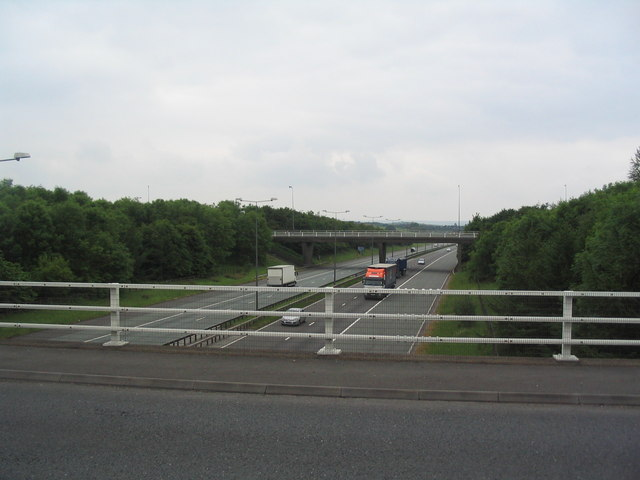
A15/M180/A180 bij de Barnetby Top Interchange
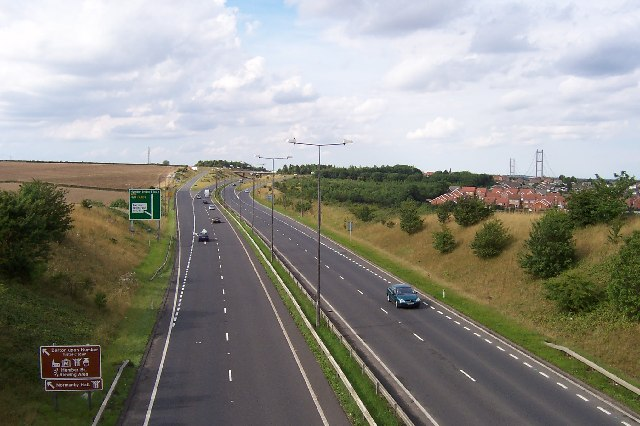
Zicht naar het noorden vanaf de kruising met de A1077